# Валканина (Ливорно)
Валканина је насеље у Италији у округу Ливорно, региону Тоскана.
Према процени из 2011. у насељу је живело 51 становника. Насеље се налази на надморској висини од 383 м.